# Сагинтаев, Бакытжан Абдирович
Бакытжа́н Абди́рович Сагинта́ев (каз. Бақытжан Әбдірұлы Сағынтаев; род. 13 октября 1963, с. Ушарал, Таласский район, Джамбульская область, СССР) — казахстанский государственный и политический деятель, премьер-министр Республики Казахстан (2016—2019). Руководитель Администрации президента Республики Казахстан с 24 марта 2019 года. Аким города Алматы (28 июня 2019 — 31 января 2022). Председатель Коллегии Евразийской экономической комиссии (с 1 февраля 2024).

## Биография
Родился 13 октября 1963 года в селе Ушарал Таласского района Джамбулской области в семье управляющего фермой каракулеводческого совхоза «Таласский», Героя Социалистического Труда Абдыра Сагинтаева.
Окончил Казахский государственный университет им. С. М. Кирова, кандидат экономических наук (1990, тема: «Уровень и условия жизни городского и сельского населения: социально-экономический аспект»).
Трудовую деятельность начал преподавателем кафедры политэкономии Алма-Атинского института народного хозяйства.
С 1988 по 1992 работал в Казахском государственном университете имени С. М. Кирова, прошёл путь от ассистента до доцента кафедры социологии.
С 1992 по 1993 годы — был президентом туристско-коммерческой фирмы «Маруе».
С 1993 по 1997 годы — генеральным директором АО «Казмет».
С 1997 по 1998 годы — заместителем генерального директора ЗАО «ЛУКойлнефтегазстрой-К».
В 1998 году назначен заместителем акима Жамбылской области (акимом работал Сарыбай Калмурзаев).
С 1999 по 2002 годы занимал должности заместителя председателя Агентства Республики Казахстан по поддержке малого бизнеса, председателя правления ЗАО «Фонд развития малого предпринимательства», заместителя председателя Агентства Республики Казахстан по регулированию естественных монополий, защите конкуренции и поддержке малого бизнеса.
С 2002 по 2004 годы работал первым заместителем председателя Агентства Республики Казахстан по регулированию естественных монополий и защите конкуренции внутри государства.
С 2004 по 2007 годы — председатель Агентства Республики Казахстан по регулированию естественных монополий.
С 2007 по 2008 годы работал руководителем Канцелярии премьер-министра Республики Казахстан.
30 сентября 2008 — 20 января 2012 — аким Павлодарской области.
20 января – 24 сентября 2012 года — министр экономического развития и торговли Республики Казахстан.
В сентябре 2012 года – январе 2013 года — первый заместитель председателя Народно-демократической партии «Нур Отан»
16 января 2013 года назначен министром регионального развития Республики Казахстан — первым заместителем премьер-министра Республики Казахстан.
7 апреля 2014 года назначен первым заместителем премьер-министра Республики Казахстан в правительстве Карима Масимова.
8 сентября 2016 года назначен исполняющим обязанности премьер-министра Республики Казахстан, а затем и премьер-министром.
28 сентября 2016 года одновременно назначен председателем совета директоров АО "Фонд национального благосостояния «Самрук-Қазына».
21 февраля 2019 года президент Казахстана отправил правительство Сагинтаева в отставку.
1 марта 2019 года Указом президента Республики Казахстан назначен государственным секретарём Республики Казахстан.
24 марта 2019 года Указом президента Республики Казахстан назначен Руководителем администрации президента Казахстана
28 июня 2019 — 31 января 2022 — аким города Алматы.
1 июня 2022 — назначен членом Коллегии Евразийской экономической комиссии от Республики Казахстан.
10 августа 2022 — избран председателем Наблюдательного совета Финансово-Бизнес Ассоциации ЕвроАзиатского Сотрудничества.
1 февраля 2024 года назначен Председателем Коллегии Евразийской экономической комиссии.

## Аким города Алма-Ата
28 июня 2019 года Сагинтаев был назначен акимом города Алма-Ата, обозначив его цель — сделать город «безопасным, комфортным, современным мегаполисом, где каждый алмаатинец имеет возможность вести достойную жизнь». Он приказал полиции провести анализ криминальной обстановки в городе, усилить борьбу с хулиганством и грабежами, а также увеличить количество камер наблюдения на улицах. В целях борьбы с преступностью создано 32 поста милиции, по 4 в каждом районе города. Расположение постов было определено на основании фактов правонарушений и преступлений, имевших место в этом районе.
19 августа Сагинтаев объявил на своей странице в Instagram о возвращении прежнего ограничения скорости на проспекте Аль-Фараби с 60 км на 80 км после многочисленных жалоб граждан.
29 августа Сагинтаев предложил посадить не менее миллиона новых деревьев в Алма-Ате и планировал активно работать с правительством и АО «Самрук Энерго» над сокращением выбросов от стационарных источников.
27 ноября 2019 года, на Алмаатинском инвестиционном форуме, Сагинтаев заявил, что город должен войти в сотню лучших городов мира с точки зрения качества жизни и деловых возможностей, в качестве примера он привёл Сан-Франциско.
С января 2020 года формирует стратегию Дорожной карты развития машиностроения в г. Алма-Аты,  на базе машиностроительных заводов города предполагается произвести технологическое перевооружение, с созданием высокотехнологических, наукоёмких производств. Инвестором выдвигается Базис А. Распоряжением премьер-министра Республики Казахстан от 26 июня 2019 года № 115-Р была утверждена Дорожная карта по развитию машиностроения Республики Казахстан на 2019-2024 годы.
После вспышки COVID-19 в Казахстане в марте 2020 года было установлено 27 блокпостов для предотвращения въезда и выезда граждан из города. 4 апреля 2020 года Сагинтаев одобрил строительство инфекционной больницы, которая была открыта 24 апреля. 16 апреля Сагинтаев объявил, что массовые мероприятия, в том числе спортивные, будут отменены до 30 июня.
В мае 2020 года, после объявления о смягчении ограничений по всей стране, в городе начали функционировать религиозные центры и магазины с карантинными мерами. Блокпосты были сняты 1 июня 2020 года. Сагинтаев, в свою очередь, призвал всех алмаатинцев носить маски для лица. Однако после увеличения числа случаев COVID-19 были приняты строгие меры с сокращением рабочего времени и указанием государственных служащих перейти на удалённую работу. Ко 2 сентября 2020 года Сагинтаев объявил о стабилизации ситуации. Приказание жителям Алма-Аты придерживаться приказов о масках, чтобы предотвратить рост числа случаев. В октябре 2020 года он предупредил о возможной 2-й волне коронавирусной инфекции во время интервью в прямом эфире на телеканале Алма-Аты, заявив, что город готов при необходимости разобраться с новыми случаями.
На ежегодном брифинге Службы центральных коммуникаций 7 декабря 2020 года Сагинтаев заявил, что экономическая ситуация в городе стабилизируется. Он заявил, что Алма-Ата сохраняет потенциал для быстрого восстановления в постэпидемический период и остается международным центром инвестиционной активности. Отвечая на вопрос о судьбе алмаатинского скоростного трамвая, Сагинтаев сказал, что проект находится в стадии реализации и для его работы нужна финансовая модель.
6 января 2022 года во время январских событий кортёж Бахытжана Сагинтаева подвергся обстрелу неизвестными когда тот прибыл в акимат г. Алма-Ата и на площадь Республики. Благодаря водителю, автомобиль в котором находился Сагинтаев ушёл от обстрела и скрылся, его водитель получил ранение. Сопровождающие акима сотрудники акимата были ранены, водитель автомобиля городского телеканала «Алматы» погиб.

### Требование об отставке
13 января 2022 года, блогер-грантополучатель фонда Сорос-Казахстан Вадим Борейко создал и опубликовал в Facebook петицию к Президенту Токаеву с требованием отставки Бахытжана Сагинтаева с поста акима города Алматы.
17 января 2022 года от лица жителей Алматы в Facebook было опубликовано обращение к Президенту Токаеву с требованием сохранить на посту городского градоначальника Бахытжана Сагинтаева.
31 января 2022 года освобождён от должности президентом Казахстана Касымом-Жомартом Токаевым «в связи с переходом на другую работу».

## Семья
Отец — Сагинтаев, Абдыр (1921—1986), Герой Социалистического Труда, кавалер трех орденов Ленина, участник Великой Отечественной войны, работал директором Таласского племенного овцеводческого завода.
Жена — Сагинтаева Галия Каратаевна.
Тесть — Турысов, Каратай (1934—2004) — секретарь ЦК Компартии Казахстана, секретарь ВЦСПС, вице-премьер Республики Казахстан, министр туризма, физической культуры и спорта РК, председатель Центральной избирательной комиссии РК.
Сестра жены — Айдарбекова Алия (1976 г.р.) — заместитель председателя правления АО «Инвестиционный фонд Казахстана», с 2017 года заместитель председателя правления АО «Жилстройсбербанк Казахстана».
Племянник жены — Турысов Асет (1987 г.р.) — Вице-министр цифрового развития, инноваций и аэрокосмической промышленности Республики Казахстан.
Имеет двух дочерей (Меруерт, 1987 г.р., Надира, 1992 г.р.).
Бывший зять (по дочери Меруерт) — Бахыт Ибрагим (1985 г.р.) — председатель совета директоров АО «Qazaq banki». Во время приватизации в Казахстане, он также за 3,2 млрд тенге приобрёл АО «Казакстан Мактасы» (начальная цена составляла 16,8 млрд тенге). В апреле 2018 года Бахыт Ибрагим был задержан в Германии по запросу правоохранительных органов Казахстана.
Брат — Сагинтаев Таймас (1949 г.р.) — начальник Межрегиональной инспекции Агентства РК по защите конкуренции по Жамбылской, Кызылординской и Южно-Казахстанской областям, начальник Антимонопольной инспекции по Жамбылской области. Его сын Алимжан (1970 г.р.) — президент АО «Кедентранссервис». Другой сын Галымжан (1972 г.р.) — первый заместитель генерального директора ТОО «Азиатский Газопровод».
Брат — Кемелов Каржаубай (1952 г.р.) — руководитель Жамбылской областной территориальной инспекции лесного хозяйства и животного мира. Его сын Кемелов Даулет — руководитель Инспекции транспортного контроля по Жамбылской области. Другой сын Кемелов Зангар — заместитель председателя правления АО «НК «СПК «Тараз»
Брат — Сагинтаев Кыстаубай (1954 г.р.) — бывший начальник управления миграционной полиции УВД Жамбылской области, администратор судов Жамбылской области. С января 2015 года работает директором Жамбылского областного филиала республиканского государственного предприятия «Центр по недвижимости» Министерства юстиции Республики Казахстан. Его дочь Аида (1977 г.р.) — главный исполнительный директор Высшей школы образования Назарбаев Университета.

## Награды
- Орден Курмет (2008).
- Орден Парасат (2013).
- Орден Дружбы (19 декабря 2014 года, Россия) — за активное участие в подготовке Договора о Евразийском экономическом союзе[44].
- Юбилейные медали.
- Медаль «За вклад в создание Евразийского экономического союза» 1 степени (8 мая 2015 года, Высший совет Евразийского экономического союза)[45].
- Медаль «За вклад в развитие Евразийского экономического союза» (29 мая 2019 года, Высший совет Евразийского экономического союза)[46].
- Медаль «10 лет Евразийскому экономическому союзу» (26 декабря 2024 года, Высший Евразийский экономический совет)[47].
- Грамота Содружества Независимых Государств (17 июля 2017 года, Совет глав государств СНГ) — за активную работу по укреплению и развитию Содружества Независимых Государств[48].

## Научные работы, публикации
Автор ряда научных работ, публикаций на тему государственного регулирования сфер естественных монополий, развития малого и среднего бизнеса.